# Петър Вълчев
Петър Вълчев е български режисьор и фотограф.

## Биография
Петър Вълчев е роден в София през 1988 година. Отраства в Пирдоп. Завършва НАТФИЗ с две специалности: кино и фотография.
През 2012 г. снима дебютния си късометражен филм като режисьор „Шшшт... Попей ми!“ заедно с Андрей Волкашин. През 2018 г. излиза късометражният му документален филм „Монолог в антракта“ за балерината Веса Тонова. Филмът има повече от 40 световни премиери на едни от най-големите кинофестивали, 6 награди, между които за най-добър документален филм и 2 за най-добър монтаж.
През 2021 г. излиза късометражният му филм „Лека нощ, Лили“. Вълчев е сценарист и режисьор на филма. „Лека нощ, Лили“ печели награда за най-добър български късометражен филм на фестивала IN THE PALАCE, което му дава пропуск към и възможност да се яви за селектиране на Оскарите през 2023.
През 2018 г. Петър Вълчев представя изложбата си „Семейна гравитация“ в Южна Корея. Изложбата е част от най-големият фотографски форум в Западна Азия и е представена в Националния фотографски музей на Корея „Донг Ганг“ за период от една година. През 2021 година изложбата е представена и в Галерия „Доза“ в София.